# Alexis Lebrun
Alexis Lebrun, född 27 augusti 2003 i Montpellier är en fransk bordtennisspelare.

## Karriär
2024 var Lebrun med i det lag som vann silver vid världsmästerskapen i bordtennis 2024. Samma år deltog han vid olympiska sommarspelen 2024 där han var med och vann brons i lagtävlingen. I singel och mixeddubbel slutade han på nionde plats.

## Familj
Han har flera familjemedlemmar som är eller har varit bordtennisspelare på elitnivå. Hans far Stephane Lebrun var på fransk elitnivå medan hans morbror Christophe Legoût och hans yngre bror Félix Lebrun båda har deltagit i olympiska spel.